# Øresund
Øresund (dan. Øresund, šv. Öresund, kolokvijalno Sundet) tjesnac je koji razdvaja danski otok Zeland i pokrajinu Skåne na jugu Švedske. Njegova širina je samo 4 km na najužem mjestu između dvorca Kronborg kod grada Helsingøra u Danskoj i luke Helsingborg u Skåneu u Švedskoj. Regija Øresund dobila je ime po tjesnacu, u njoj živi 3,8 milijuna stanovnika na obje strane Danske i Švedske.
Øresund je jedan od tri danska tjesnaca koji povezuje Baltičko more i Atlantski ocean (druga dva su Kattegat i Skagerrak) te je jedan od najprometnijih plovnih putova u svijetu.
Oresundski most je kombinirani most-tunel nad tjesnacem koji povezuje gradove Kopenhagen u Danskoj i Malmö u Švedskoj. Most prenosi automobilski (4 trake) i željeznički promet (2 kolosijeka). Oresundski most je najduži kombinirani most-tunel za automobilski i željeznički promet u Europi te najduži most na svijetu koji prelazi neku državnu granicu. Službeno je otvoren 1. srpnja 2000. godine.
Politička kontrola nad Øresundom važno je pitanje u Danskoj i Švedskoj povijesti. Danska je neko vrijeme održavala vojnu kontrolu s obalne utvrde Kronborg na zapadnoj strani i Kärnana u Helsingborgu na istoku. Istočna obala je kasnije, 1658. godine, ustupljena Švedskoj. Pristojba za plovidbu plaćala se do 1857. godine, kada je Øresund proglašen međunarodnim plovnim putem.

## Otoci
Poznatiji otoci u tjesnacu:
- Amager
- Saltholm
- Ven (Hven)
- Peberholm, umjetni otok
- Middelgrundsfortet, umjetni otok
- Flakfortet, umjetni otok
- Gråen, poluumjetni otok izvan luke Landskrone

## Vanjske poveznice
- Øresunddirekt – Službena stranica za informiranje javnosti stanovnika Øresund regije
- Øresund Trends  Arhivirana inačica izvorne stranice od 25. ožujka 2012. (Wayback Machine) – Informacije o regiji
- Øresundstid – Povijest Øresund regije

|  | Zajednički poslužitelj ima još gradiva o temi Øresund |